# Stefanofor

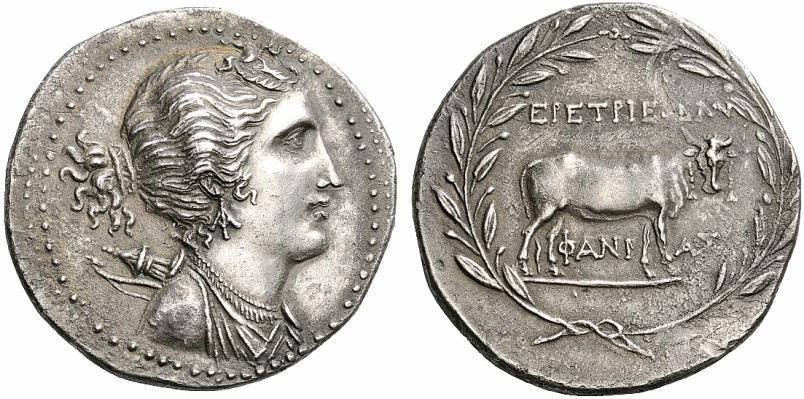
Stefanofor Eretrii z licowym wyobrażeniem bogini Artemidy oraz ofiarnego byka na rewersie (ok. 180 p.n.e.)

Stefanofor (gr. στεφανηφόρος stephanēphóros, lm στεφανηφόροι stephanēphóroi) – rodzaj greckiej tetradrachmy hellenistycznej, którą cechowało rewersowe wyobrażenie ujęte w wieńcu roślinnym.
Był znowelizowaną odmianą ówczesnej drachmy poczwórnej, zróżnicowaną technicznie i stylistycznie, jaką emitowały mennice autonomicznych miast greckich w Azji Mniejszej i na obszarze bałkańskim. Wyróżniał je wieniec (gr. stephane) okalający główne wyobrażenie w polu monety. Na jej licowej stronie (awersie) figurowała zwykle głowa bóstwa lub lokalnego herosa, na odwrocie – często poświęcone mu zwierzę bądź inne charakterystyczne wyobrażenie związane z miastem-emitentem. W tej manierze bito również tradycyjne tetradrachmy ateńskie, z ujętą jednak w nowym stylu głową patronującej bogini Ateny; na ich rewersie umieszczano otoczoną wieńcem sowę (γλαῦκα) siedzącą na przewróconej amforze. Niejednakowy w wyglądzie wieniec hellenistycznych stefanoforów, zależnie od mennicy przedstawiał sobą splot gałęzi lauru, oliwki lub dębu.
Emisje stefanoforów wybijanych charakterystycznie na cieńszych, lecz szerszych krążkach, zwykle datowane są na okres przed 150 r. p.n.e., ponieważ szczytowy okres ich wytwarzania przypada na pierwszą połowę II stulecia p.n.e. (ok. 200-150 p.n.e.). Wypuszczały je małoazjatyckie mennice Kolofonu, Lebedos i Magnezji w Jonii, Aigai, Kyme i Myriny w Eolii, karyjskiej Heraklei, Kyziku w Myzji, Tenedos w Troadzie, a także Aten oraz Eretrii na Eubei. 